# 레바논의 국장

레바논의 국장

레바논의 국장은 1943년에 제정되었다. 방패 안에는 레바논의 국기를 구성하는 색인 빨간색과 하얀색, 빨간색 세 개의 대각선 줄무늬가 그려져 있으며 하얀색 줄무늬에는 초록색 레바논시다가 그려져 있다.